# Hämoproteine

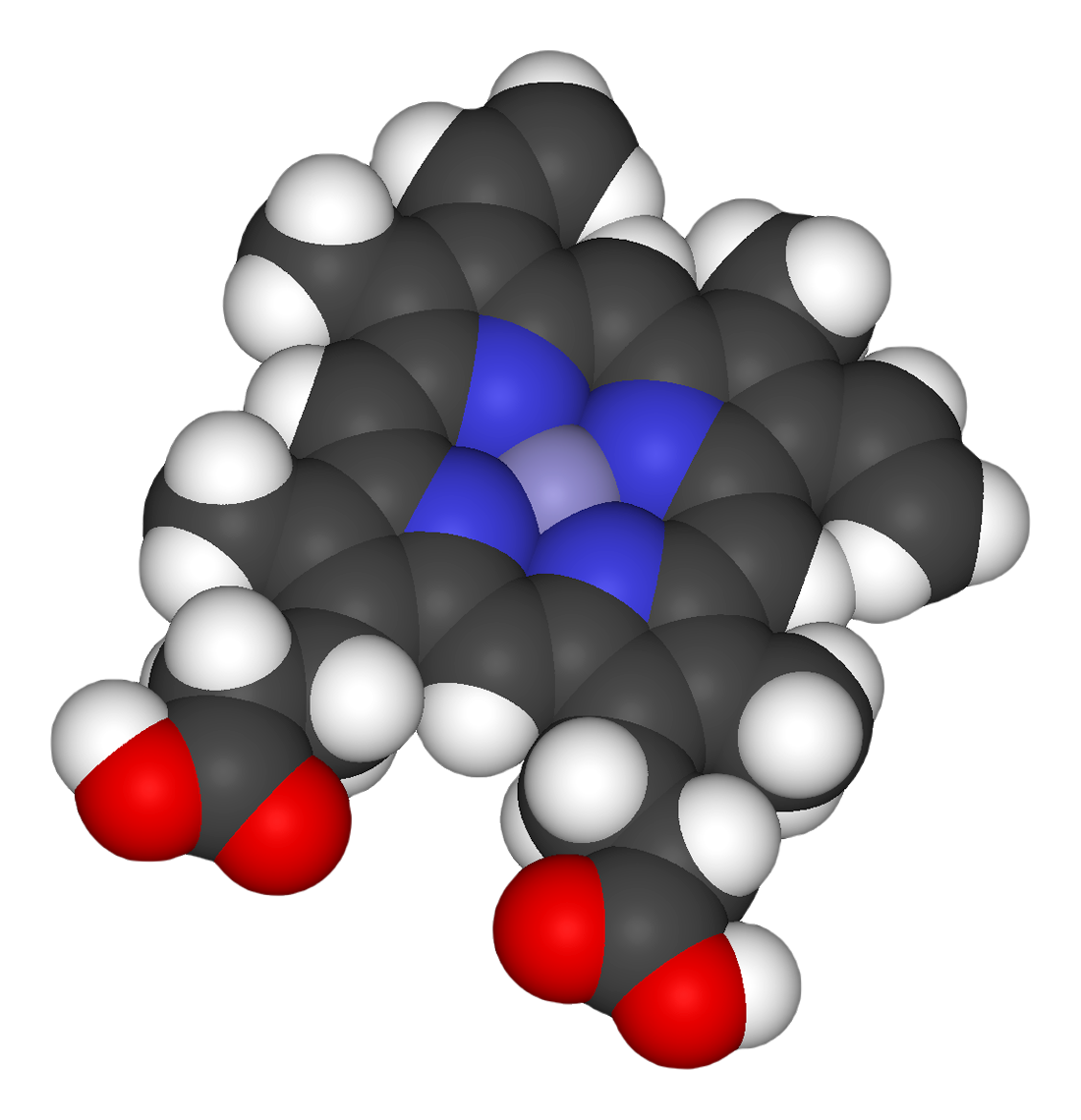
Kalottenmodell des Häm B-Cofaktors

Ein Hämoprotein ist ein Protein, das als Ligand Häm binden kann. Häme sind dabei ständig an das Protein gebunden, entweder kovalent, nichtkovalent oder beides.
Das Häm enthält ein reduziertes Eisenatom (Fe2+) in der Mitte eines hoch hydrophoben, flachen porphyrinen Komplexes. Das Eisen hat sechs mögliche Koordinationsverbindungen. Der porphyrine Ring hat vier Stickstoff-Atome, die sich mit dem Eisen verbinden, die zwei Koordinationsverbindungen offen lassen für die Verbindung mit dem Histidin des Proteins und einem bivalenten Atom.
Hämoproteine entwickelten sich wahrscheinlich zum Aufnehmen des Eisenatoms, das im protporphyrinen IX Ring des Häm enthalten ist, um dieses in Proteinen zur Verfügung zu stellen. Da dies Hämoproteine als Verbindungspartner für Moleküle mit divalenten Eisen ermöglicht, wurde diese Strategie in der Evolution beibehalten, da sie eine entscheidende Rolle bei physiologischen Funktionen spielt. Sauerstoff, Stickstoffmonoxid, Kohlenstoffmonoxid und Schwefelwasserstoff können sich an das Eisen-Atom in Hämoproteinen binden. Wenn sich diese Elemente einmal mit dem Porphyrin-Komplex verbunden haben, können diese Moleküle die Aktivität bzw. Funktionalität der Hämoproteine verändern und gewährleisten auch die Signaltransduktion. Für diesen Zweck werden diese gasförmigen Moleküle als Gasotransmitter bezeichnet.
Aufgrund ihrer vielfältigen biologischen Funktion, der strukturellen und funktionellen Charakterisation sind die Hämoproteine die meist untersuchte Gruppe der Biomoleküle. Zum Zwecke der weltweiten Analyse der Daten von Hämoproteinen und deren Strukturformeln wurden diese in einer Quelle gebündelt, der Hämoproteindatenbank HPD.

## Vorkommen und Arten
Hämoproteine haben vielfältige biologische Funktionen:
- Sauerstofftransporter
  - Hämoglobin
  - Myoglobin
  - Neuroglobin
  - Cytoglobin
  - Leghämoglobin
- Katalyse
  - Peroxidasen
  - Cytochrom-c-Oxidase
  - Ligninase
- Aktiver Membrantransport
  - Cytochrome
- Elektronentransfer
  - Cytochrom c
- Wahrnehmung
  - FixL
  - sGC
  - CooA
- Verteidigung
  - Katalase

## Hämoglobin und Myoglobin
Hämoglobin und Myoglobin sind Beispiele für Hämoproteine, die notwendig sind für die Speicherung und den Transport von Sauerstoff in Säugetieren. Hämoglobin ist ein quartäres Protein, dass in roten Blutzellen auftritt, während Myoglobin ein tertiäres Protein ist, das man in Muskelzellen von Säugetieren findet. Obwohl die beiden Proteine sich in Fundort und Größe unterscheiden, ist ihre Funktion ähnlich. Als Hämoproteine enthalten beide eine prothetische Gruppe.